# 497
497 (CDXCVII) var ett normalår som började en onsdag i den julianska kalendern.

## Händelser

### Okänt datum
- Alemannerna besegras av frankerna under Klodvig I nära Bonn.
- Den indiske astronomen och matematikern Aryabhata beräknar pi (π) som ≈ 62832/20000 = 3,1416, alltså med fyra korrekta decimaler.

## Födda
- Abdul Muttalib, farfar till den muslimske profeten Muhammed.
- Childebert I, frankisk kung av Paris 511–558 (född omkring detta eller föregående år).

## Avlidna
- Hashim, farfarsfar till Muhammed (möjligen död i Gaza).